# Hinemoa Planitia
Hinemoa Planitia est une plaine située sur Vénus dans le quadrangle d'Hecate Chasma. Elle a été nommée en référence à Hinemoa, héroïne d'un conte maori, qui traversa le lac Rotorua à la nage pour rejoindre son ami.